# Union Mills FC
Union Mills FC is een voetbalclub uit Union Mills nabij Douglas op het eiland Man.

## Erelijst

### Competitie
- 2e divisie, kampioen in seizoen: 2005-06

### Beker
- Paul Henry Gold Cup: 2004-05, 2005-06

## Stadion
Het stadion van Union Mills FC is het Garey Mooar, gelegen op Ballaotes Road in Union Mills. De capaciteit van het stadion is onbekend.